# 汪奠基
汪奠基（1900年—1979年），原名三辅，号芟抚、芟芜、山父等，男，湖北鄂城人，中国逻辑学家。